# Dere rufeola
Dere rufeola är en skalbaggsart som beskrevs av Holzschuh 1998. Dere rufeola ingår i släktet Dere och familjen långhorningar. Inga underarter finns listade i Catalogue of Life.